# Neaethus unicus
Neaethus unicus är en insektsart som beskrevs av Doering 1941. Neaethus unicus ingår i släktet Neaethus och familjen sköldstritar. Inga underarter finns listade i Catalogue of Life.